# Nachtkastje

Nachtkastje

Een nachtkastje is een tafeltje of kastje ontworpen om naast het bed (of ergens anders in de slaapkamer) te staan, om van alles op of in te zetten wat nodig kan zijn tijdens de nacht.
Voor de tijd dat er doortrekbare toiletten waren was de hoofdfunctie van het nachtkastje het bevatten van een po. Het gevolg hiervan was dat de eerste nachttafeltjes kastjes waren, soms met een lade en meestal met een afgesloten opslagruimte. Dit werd ook wel een commode genoemd.
Moderne nachtkastjes zijn vaak tafeltjes met een lade. Ze worden gebruikt om lampjes, wekkers, boeken, drankjes, medicatie en/of andere nuttige dingetjes te bevatten.

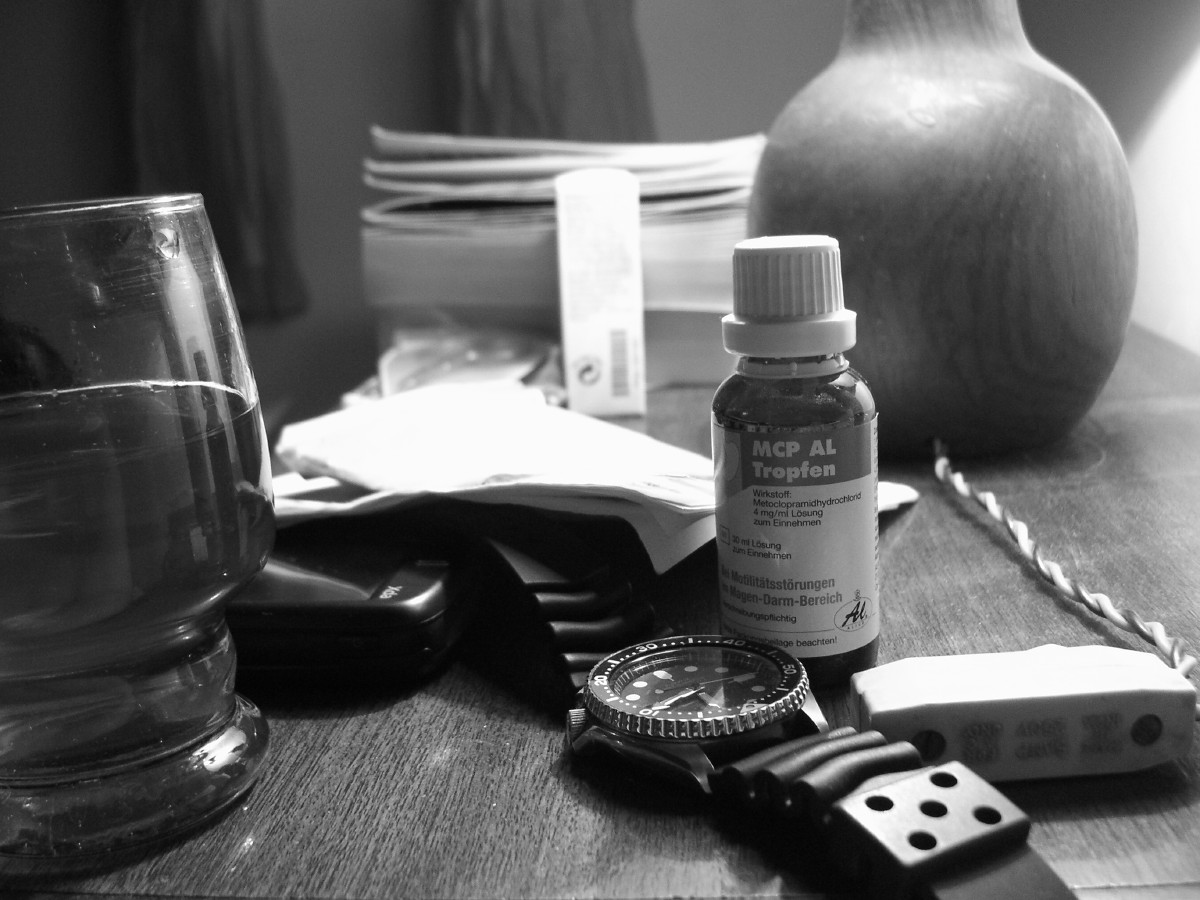
Voorwerpen op nachtkastje